# Tambaque
Tambaque (grafia alternativa tambaca) é uma liga de cobre e zinco, que é utilizada para revestir o projétil das armas de fogo e mangueiras flexíveis para instalações de gás de cozinha GLP.
Coloquialmente e por analogia, o tambaque também pode ser conhecido como o "latão", que também é uma liga de cobre e zinco. 

## Etimologia
O substantivo «tambaque», que é uma variante gráfica do substantivo português original «tambaca», surge na língua portuguesa, por via do malaio «tambága», que significa «cobre».